# 马嘉人
馬嘉人（羅馬化：Magar），又译马嘉尔人、玛嘎人，是尼泊尔和印度东北部最大的民族。根據尼泊爾2021年的人口統計，2,013,498人自認屬于馬嘉人，占全國總人口的6.9%，是全國最主要的原住民族。他们是廓尔喀的主要部族之一。

## 分布
馬嘉人主要分布于尼泊爾中西部山区，如帕爾帕县、Tanahu、Myagdi、皮乌坦县和罗尔帕县等地。他們的祖居地被稱作Magarat。他們最早分布在尼泊爾西部，後因隨廓爾喀人征戰有功，被分配東部土地，因此尼泊爾東部近錫金一帶也有分佈，甚至印度加爾各答也有他們。是尼泊爾的最大非印度教民族。

### 尼泊尔
在2021年尼泊爾人口普查时，有2,013,498人被认定为马嘉人，占尼泊尔人口的 6.9%。各省马嘉人占比如下：
- 甘达基省（18.8%）
- 蓝毗尼省（14.6%）
- 格尔纳利省（10.4%）
- 巴格马蒂省（5.1%）
- 戈希省（4%）
- 苏杜尔帕什奇姆省（2%）
- 马德什省（1.1%）

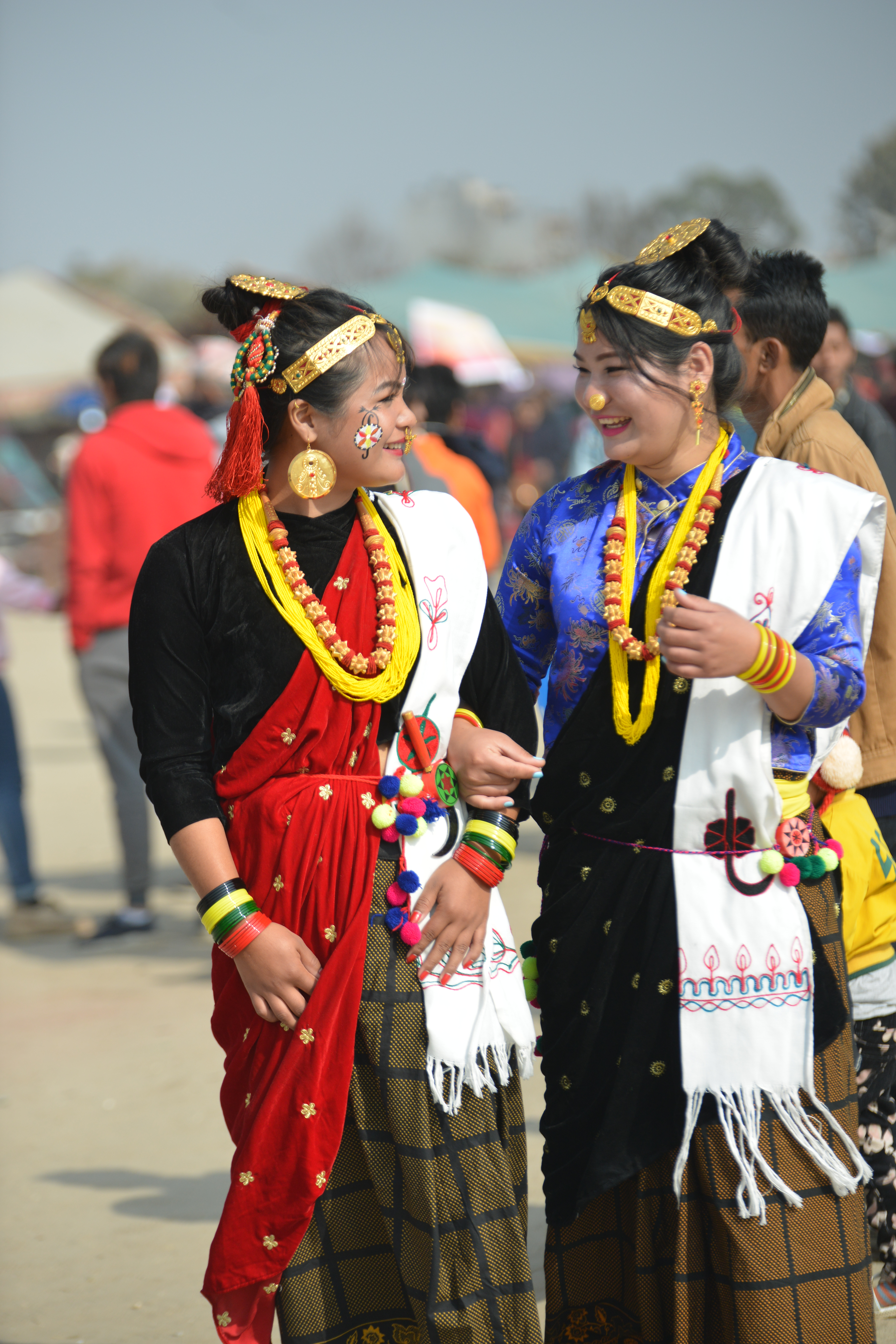
马格节上的马嘉女孩

在下列县中，马嘉人的比例高于尼泊尔全国平均水平：
- 帕尔帕（53%）
- 东鲁孔（英语：Eastern Rukum District）（49.4%）
- 罗尔帕（英语：Rolpa District）（42.8%）
- 莫雅格迪（英语：Myagdi Distric）（35.5%）
- 皮乌坦（英语：Pyuthan District）（33.7%）
- 巴格隆（英语：Baglung District）（30%）
- 纳瓦尔布尔（英语：Nawalpur District）（27.5%）
- 塔纳洪（英语：Tanahun District）（26%）
- 古尔米（英语：Gulmi District）（22.3%）
- 锡安贾（英语：Syangja District）（22%）
- 阿尔加坎奇（英语：Arghakhanchi District）（19.6%）
- 苏尔凯特（英语：Surkhet District）（17.3%）
- 沙利扬（英语：Salyan District, Nepal）（14.6%）
- 当（英语：Dang District, Nepal）（14.5%）
- 辛杜利（英语：Sindhuli District）（14.1%）
- 西鲁孔（英语：Eastern Rukum District）（13.8%）
- 乌达亚普尔（英语：Udayapur District）（13.3%）
- 多尔帕（12.1%）
- 木斯塘（11.7％）
- 帕尔巴特（英语：Parbat District）（11.7%）
- 廓尔喀（11.5%）
- 奥卡尔东加（英语：Okhaldhunga District）（11.5%）
- 鲁潘德希（英语：Rupandehi District）（10.9%）
- 拉梅查普（英语：Ramechhap District）（10.8%）
- 丹库塔（10.3%）
- 卡斯基（9.7%）
- 代莱克（英语：Dailekh District）（9.1%）
- 扎泽尔阔特（英语：Jajarkot District）（8.9%）
- 达定（英语：Dhading District）（8.2%）
- 帕拉西（英语：Parasi District）（7.1%）

### 印度、英国等国家
马嘉人分布在印度的多个城市，包括大吉岭、锡金、阿萨姆等地。印度廓尔喀兵团、英国廓尔喀兵团以及新加坡警察廓尔喀特遣队的招募，为这些来自山地、勤劳吃苦的马嘉人提供了在英国、英国、新加坡、马来西亚、文莱、印度和缅甸等国家工作和生活的巨大机会。阿联酋、日本、澳大利亚、沙特阿拉伯、美国和韩国等国家也有数量可观的马嘉尔人居住。

## 起源與歷史
在被沙阿王朝征服前，有一些土邦國家在尼泊爾中部，稱喬比西聯盟，最強大的帕爾帕，是馬嘉人建立的，後被吸收入廓爾喀人。

## 語言
馬嘉人使用马嘉爾语，属汉藏语系的藏缅语族。許多人兼用尼泊尔语。无文字。

## 信仰
由于歷史上與藏傳佛教和印度教信徒的接觸，佛教(24.7%)和印度教(74.6%)成為馬嘉人的主要宗教。可能源自薩滿教的傳統信仰也有保持，如崇拜“公公神”和“婆婆神”等。北部（多尔帕地区）的馬嘉人信仰藏傳佛教，而印度教徒主要分布于南部。信藏傳佛教的不戴聖線。
他們有两氏族是迦利女神侍者。

## 風俗
马嘉人一般於族内通婚，女子與外族通婚即失去本族身份。实行一夫一妻制，崇尚姑表结亲。妇女的社会地位較低。有七氏族Thapa, Ale, Rana, Budhathoki, Roka, Gharti and Pun。不内婚。
死者以水葬为主，极少数在河边火化。

## 經濟
马嘉人主要從事农业經濟，种植作物有水稻、小麦、玉米等，亦饲养家畜、家禽。青年人多有在尼泊爾和印度應征當廓爾喀兵者。也有從事工匠與採礦。